# Porcellio dilatatus
Porcellio dilatatus är en kräftdjursart som beskrevs av Brandt 1833. Porcellio dilatatus ingår i släktet Porcellio och familjen Porcellionidae.
Artens utbredningsområde är havet utanför Belgien. Arten är reproducerande i Sverige.

## Underarter
Arten delas in i följande underarter:
- P. d. petiti
- P. d. rufobrunneus
- P. d. flavus
- P. d. dilatatus
- P. d. bonadonai